# Juscimeira
Juscimeira är en kommun i Brasilien.   Den ligger i delstaten Mato Grosso, i den centrala delen av landet, 700 km väster om huvudstaden Brasília. Antalet invånare är 11 434.
Omgivningarna runt Juscimeira är huvudsakligen savann. Runt Juscimeira är det glesbefolkat, med 20 invånare per kvadratkilometer.